# Veronica Franco
Œuvres principales
- Terze rime
- Rime di Veronica Franco

Veronica Franco (25 mars 1546 - 21 juillet 1591) est une courtisane et poétesse renommée du XVIe siècle à Venise.

## Courtisane vénitienne

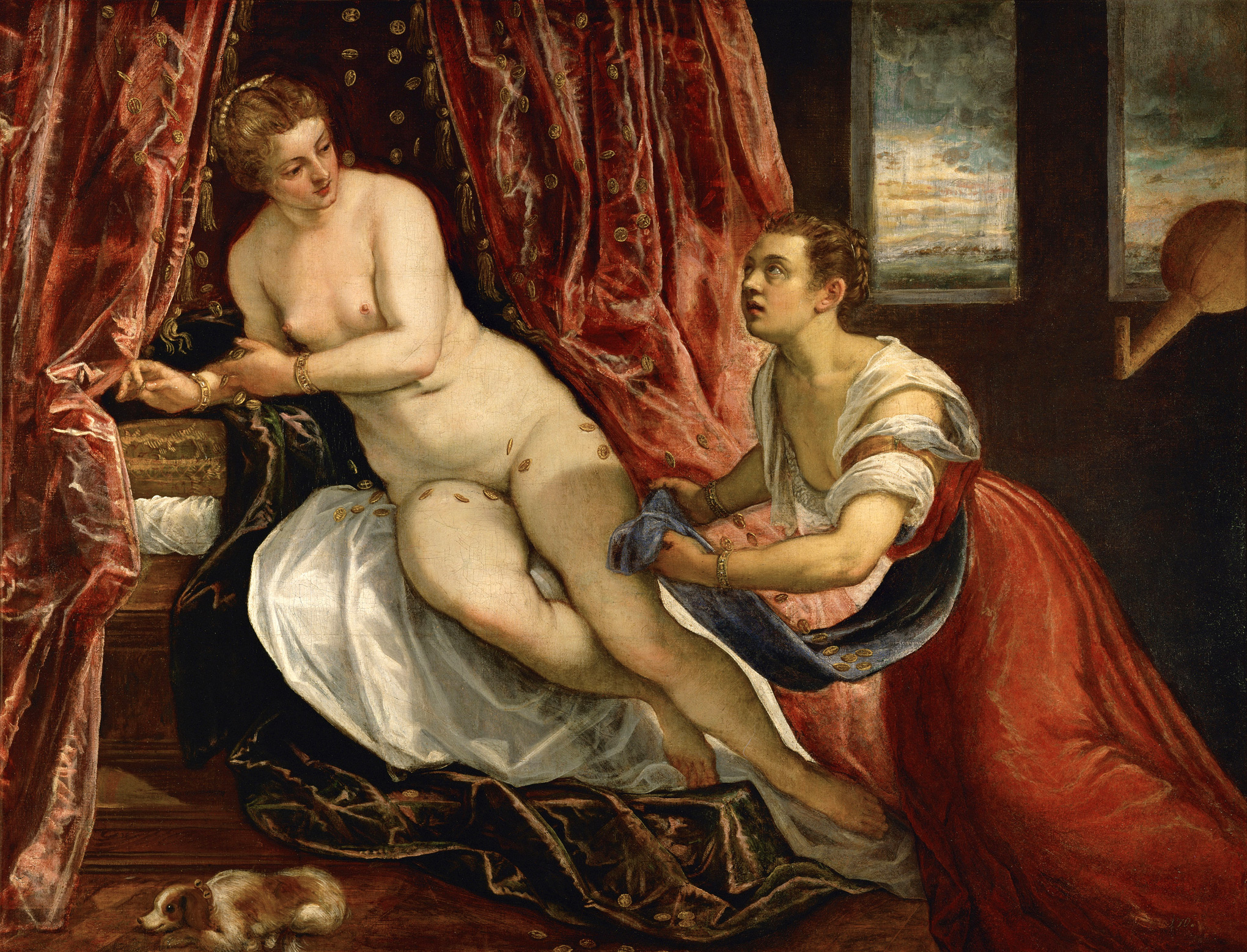
La Danaé du Tintoret (vers 1570). Le Tintoret aurait représenté Veronica Franco sous les traits de Danaé (la femme de gauche).

Deux types de courtisanes coexistaient à Venise :
- la curtigiana onesta : femme de culture et de style, qui n'en faisait pas moins commerce de ses charmes ;
- la curtigiana de lume : de moindre classe, qui pratiquait son commerce près du pont du Rialto.

Veronica Franco est un exemple du premier type de ces femmes de Venise. Sans doute n'est-elle pas la seule à avoir eu accès à une telle éducation, mais elle reste particulièrement célèbre dans l'histoire. Elle était fille elle-même d'une curtigiana onesta, qui l'introduisit aux finesses des arts. Pour satisfaire ses besoins, elle court vers les hommes qui possèdent le plus de biens.
Elle fut mariée en 1563 à Paolo Panizza, médecin, mais cela finit mal. Elle réussit assez vite à avoir des relations avec les notables les plus importants de la ville. Elle connut notamment Jacomo de Baballi qui lui donna un fils, Achille, avant de faire la rencontre d'Andrea Tron, dont elle eut également un fils, Énée. Puis elle entretint une longue relation avec Marco Venier. Elle fut même la maîtresse du roi Henri III de France. Elle fut inscrite comme l'une des plus fameuses courtisanes de Venise dans Il Catalogo di tutte le principale et piu honorate cortigiane di Venezia.
En 1575, lors de l'épidémie qui ravagea la cité, elle quitta Venise et perdit beaucoup de ses biens qui furent l'objet de saccages. À son retour en 1577, elle se défendit devant un tribunal d'Inquisition pour l'accusation de sorcellerie (accusation assez commune à l'époque contre les courtisanes). Elle bénéficia d'un non-lieu, sans doute du fait de ses liens avec les nobles de la cité.
Le reste de sa vie est assez obscur, et il semble qu'à la mort de son dernier « bienfaiteur », elle fut réduite à mourir dans la pauvreté. Elle meurt à 45 ans dans la paroisse de San Moisè à Venise, laissant par testament une somme devant permettre à deux courtisanes de se marier ou d'entrer dans les ordres, ou bien servir de dot à deux jeunes filles.

## Poétesse
Femme de culture grâce à sa mère, Veronica Franco écrivit deux recueils de poésie : Terze rime en 1575 et Lettere familiari a diversi en 1580. Elle publia des recueils de lettres et rassembla en diverses anthologies des œuvres d'autres écrivains. Grâce à son succès, elle eut les moyens de fonder une œuvre en faveur des prostituées et de leurs enfants.

Selon Margaret F. Rosenthal, par le biais de son recueil Terze Rime, Franco s’affirme, en tant que femme et poétesse, dans des territoires traditionnellement réservés aux hommes : ceux de la casuistique érotique et du débat public. Toujours selon Rosenthal, les écrits de Franco dénoncent la société vénitienne de l’époque qui à la fois dégrade et idéalise de façon objectifiante la femme. Car, comme le démontre Patricia Fortini Brown (en), dans la Venise de la Renaissance la femme « n’avait qu’une seule et unique place dans la vie publique officielle: servir d’ornement à la ville ». Or, tel qu’indiqué par Piotr Salwa, dans ses poèmes Franco « […] réclame les droits de son sexe en rejetant fermement les conventions ». Salwa illustre cette affirmation par un extrait des Rime de la poétesse : 
Veronica Franco, Rime, 94-95 ; 64-72 ; 84-86 : « Je vais vous montrer combien le sexe féminin soit supérieur au vôtre [...] Quand nous sommes armées et expertes, non sommes capables de rendre bon compte à chaque homme, car nous avons les mains, les pieds et le cœur comme vous, et si nous sommes tendres et délicates, il y des hommes qui sont délicats et forts, et d’autres qui sont rêches et rudes et néanmoins manquent de courage. De tout cela les femmes ne se sont pas encore rendu compte, car si elles s’y étaient décidées, elles pourraient combattre avec vous jusqu’à la mort [...] »

## Dans la culture populaire
- 1998 : film La Courtisane (Dangerous Beauty) de Marshall Herskovitz avec Catherine McCormack d'après le livre de Margaret Rosenthal, The Honest Courtesan (1992).
- Un portrait, attribué au Tintoret, est visible sur ce site ainsi que quelques citations.
- Michel de Montaigne mentionne Veronica Franco dans son Journal de voyage : « la signora Veronica di Franco, gentifemme vénitienne, envoya vers lui pour lui présenter un petit livre de lettres qu'elle a composé[5]. »